# Ministry
Ministry ist eine US-amerikanische Industrial-Metal-Band aus Chicago, Illinois.

## Bandgeschichte
Ministry wurde 1981 von Alain Jourgensen (auch Alien Jourgensen oder kurz Al Jourgensen) in Chicago als reines Synthie-Pop-Projekt gegründet. Mitte der 80er Jahre wandelte sich der Sound, es kamen Einflüsse aus Industrial und EBM hinzu. Einige Jahre später war unter Verwendung von Rhythmusgitarren der Industrial-Metal-Stil, für den Ministry bekannt ist, vollständig ausgeprägt, was in einigen stilprägenden Alben kulminierte. Zu dieser Zeit bestand Ministry neben Al Jourgensen aus Paul Barker (Bass). Außerdem war das Ministry-Umfeld zentraler Bestandteil eines weit verzweigten Netzwerkes von Musikern verschiedenster Bands, was in einer Vielzahl von Nebenprojekten resultierte (unter anderem Veröffentlichungen mit Mitgliedern von Front 242 (als Revolting Cocks); mit dem Dead-Kennedys-Vokalisten Jello Biafra als Lard; mit Trent Reznor (Nine Inch Nails) als 1000 Homo DJs). Darüber hinaus war Jourgensen am Skinny-Puppy-Album Rabies beteiligt, dessen Stil er entscheidend und deutlich hörbar prägte.
Der Untertitel ihres Songs Psalm 69 (The Way to Succeed and the Way to Suck Eggs) zitiert ein Wortspiel aus „Magick“ von Aleister Crowley. Die Band Ministry ist durch den Charakter Jourgensens geprägt, der durch häufige Drogenexzesse auffiel. So wurde er schon zweimal wegen eines Kreislaufstillstands aufgrund Heroinkonsums reanimiert. Diese Phase hat er aber überwunden und beispielsweise mit dem zynischen Albumtitel The Dark Side of the Spoon (engl. „die dunkle Seite des Löffels“, angelehnt an Pink Floyds The Dark Side of the Moon) persifliert.
Auffallend ist Jourgensens politisches Engagement gegen die Republikaner. So ist Ministrys Referenzwerk Psalm 69 (1992) gespickt mit Originaltönen von u. a. George Bush senior, die in Form von Samples in die Songs integriert sind. Auf dieses Stilmittel greift Jourgensen auch auf anderen Alben zurück. Das 2004 erschienene Album „Houses of the Molé“ enthält ebenfalls O-Töne, diesmal von George W. Bush. Ebenfalls viele Bush-Samples sind im Album Rio Grande Blood zu finden, besonders im gleichnamigen Song. Dies ist als harsche Kritik an dessen Politik zu deuten. Sie wird auch durch Jourgensens Teilnahme an dem von Fat Mike initiierten Punkvoter-Projekt bestätigt, für welches er den Song No W zum Rock-Against-Bush-Sampler (2004, Fat Wreck Chords) beisteuerte.
Im Mai 2006 kündigte Jourgensen an, dass er in Anschluss an die kommende Welttour sofort mit den Arbeiten zu seinem voraussichtlich letzten Ministry-Album (Arbeitstitel: The Last Sucker) beginnen und sich danach mehr seinem neu gegründeten Label zuwenden wolle.
Am 20. Oktober 2007 wurde Bassist Paul Raven tot in seinem Haus in Frankreich, nahe an der Grenze zur Schweiz, aufgefunden. Raven erlag einem Herzinfarkt und wurde 46 Jahre alt.
Am 10. Juni 2008 brach die Band ein Konzert ihrer Abschiedstournee in Hamburg ab, nachdem das Publikum die Gruppe und auch die Crewmitglieder der Band mit (teils vollen) Getränkebechern beworfen hatte.
Am 24. Juni 2008 griff ein unter Drogeneinfluss stehender Fan die Band während der Show im französischen Toulouse mit Tränengas an, worauf das Konzert für 15 Minuten unterbrochen wurde. Nachdem der Täter vom Truckfahrer der Band gestellt und der Polizei übergeben worden war, bestand Al Jourgensen darauf, die Show fortzusetzen.
Der vorerst letzte Deutschlandauftritt der Band fand am 5. Juli 2008 auf dem With-Full-Force-Festival statt. Dort fungierte die Band als Co-Headliner. Am 19. und 20. Juli 2008 gab Ministry im Tripod-Club in Dublin, Irland die letzten Konzerte vor der Neugründung.
Am 6. August 2011 wurde der Auftritt der Band beim Wacken Open Air 2012 bekanntgegeben. In einem Interview mit dem US-amerikanischen Metal Hammer verkündete Al Jourgensen die Rückkehr der Band und die Arbeit an einem neuen Album, welches den Namen Relapse tragen und zur Weihnachtszeit 2011 veröffentlicht werden sollte. Es wurde jedoch erst am 23. März 2012 veröffentlicht. Eine Aufnahme des Wacken-Auftritts wurde 2013 veröffentlicht.
Mike Scaccia verstarb am 23. Dezember 2012 während eines Auftritts im Rail Club in Fort Worth, Texas, vermutlich an einem Herzanfall.

## Diskografie

### Studioalben
| Jahr | Titel Musiklabel                                   | Höchstplatzierung, Gesamtwochen, AuszeichnungChartplatzierungen (Jahr, Titel, Musiklabel, Platzierungen, Wochen, Auszeichnungen, Anmerkungen) | Höchstplatzierung, Gesamtwochen, AuszeichnungChartplatzierungen (Jahr, Titel, Musiklabel, Platzierungen, Wochen, Auszeichnungen, Anmerkungen) | Höchstplatzierung, Gesamtwochen, AuszeichnungChartplatzierungen (Jahr, Titel, Musiklabel, Platzierungen, Wochen, Auszeichnungen, Anmerkungen) | Höchstplatzierung, Gesamtwochen, AuszeichnungChartplatzierungen (Jahr, Titel, Musiklabel, Platzierungen, Wochen, Auszeichnungen, Anmerkungen) | Höchstplatzierung, Gesamtwochen, AuszeichnungChartplatzierungen (Jahr, Titel, Musiklabel, Platzierungen, Wochen, Auszeichnungen, Anmerkungen) | Anmerkungen                                                 |
| Jahr | Titel Musiklabel                                   | DE | AT | CH | UK | US | Anmerkungen                                                 |
| ---- | -------------------------------------------------- | --- | --- | --- | --- | --- | ----------------------------------------------------------- |
| 1983 | With Sympathy Arista Records                       | — | — | — | — | US96 (14 Wo.)US | Erstveröffentlichung: 10. Mai 1983                          |
| 1986 | Twitch Sire Records                                | — | — | — | — | US194 (3 Wo.)US | Erstveröffentlichung: 12. März 1986                         |
| 1988 | The Land of Rape and Honey Sire Records            | — | — | — | — | US164 Gold · (4 Wo.)US | Erstveröffentlichung: 11. Oktober 1988 Verkäufe: + 500.000  |
| 1989 | The Mind Is a Terrible Thing to Taste Sire Records | — | — | — | — | US163 Gold · (10 Wo.)US | Erstveröffentlichung: 14. November 1989 Verkäufe: + 500.000 |
| 1992 | Psalm 69 Sire Records                              | DE69 (10 Wo.)DE | — | — | UK33 (5 Wo.)UK | US27 Platin · (36 Wo.)US | Erstveröffentlichung: 14. Juli 1992 Verkäufe: + 1.085.000   |
| 1996 | Filth Pig Warner Bros.                             | DE28 (9 Wo.)DE | AT47 (1 Wo.)AT | CH50 (1 Wo.)CH | UK43 (2 Wo.)UK | US19 (10 Wo.)US | Erstveröffentlichung: 30. Januar 1996                       |
| 1999 | Dark Side of the Spoon Warner Bros.                | DE57 (2 Wo.)DE | — | — | UK85 (1 Wo.)UK | US92 (2 Wo.)US | Erstveröffentlichung: 8. Juni 1999                          |
| 2003 | Animositisomina Sanctuary Records                  | DE93 (1 Wo.)DE | — | — | — | US157 (1 Wo.)US | Erstveröffentlichung: 18. Februar 2003                      |
| 2004 | Houses of Molé Sanctuary Records                   | — | — | — | — | — | Erstveröffentlichung: 21. Juni 2004                         |
| 2006 | Rio Grande Blood 13th Planet Records               | DE60 (1 Wo.)DE | — | — | — | US134 (1 Wo.)US | Erstveröffentlichung: 2. Mai 2006                           |
| 2007 | The Last Sucker 13th Planet Records                | DE95 (1 Wo.)DE | — | — | — | US130 (1 Wo.)US | Erstveröffentlichung: 18. September 2007                    |
| 2008 | Cover Up 13th Planet Records                       | — | — | — | — | — | Erstveröffentlichung: 1. April 2008 Coveralbum              |
| 2012 | Relapse 13th Planet Records                        | DE72 (1 Wo.)DE | — | CH99 (1 Wo.)CH | — | US193 (1 Wo.)US | Erstveröffentlichung: 23. März 2012                         |
| 2013 | From Beer to Eternity 13th Planet Records          | DE79 (1 Wo.)DE | — | — | — | US140 (1 Wo.)US | Erstveröffentlichung: 6. September 2013                     |
| 2018 | AmeriKKKant Nuclear Blast                          | DE57 (1 Wo.)DE | AT73 (1 Wo.)AT | CH65 (1 Wo.)CH | — | — | Erstveröffentlichung: 9. März 2018                          |
| 2021 | Moral Hygiene Nuclear Blast                        | DE33 (1 Wo.)DE | AT65 (1 Wo.)AT | CH64 (1 Wo.)CH | — | — | Erstveröffentlichung: 1. Oktober 2021                       |
| 2024 | Hopiumforthemasses Nuclear Blast                   | DE30 (1 Wo.)DE | AT46 (1 Wo.)AT | CH49 (1 Wo.)CH | — | — | Erstveröffentlichung: 1. März 2024                          |

### Kompilationen
| Jahr | Titel Musiklabel                      | Anmerkungen                             |
| ---- | ------------------------------------- | --------------------------------------- |
| 1987 | Twelve Inch Singles (1981–1984)       | Erstveröffentlichung: 1987              |
| 1993 | Box                                   | Erstveröffentlichung: 30. November 1993 |
| 2001 | Greatest Fits                         | Erstveröffentlichung: 19. Juni 2001     |
| 2004 | Early Trax                            | Erstveröffentlichung: 12. Oktober 2004  |
| 2004 | Side Trax                             | Erstveröffentlichung: 12. Oktober 2004  |
| 2010 | Every Day Is Halloween: The Anthology | Erstveröffentlichung: 5. Oktober 2010   |
| 2010 | Undercover                            | Erstveröffentlichung: 6. Dezember 2010  |

### Livealben
| Jahr | Titel                                           | Anmerkungen                             |
| ---- | ----------------------------------------------- | --------------------------------------- |
| 1990 | In Case You Didn’t Feel Like Showing Up         | Erstveröffentlichung: 4. September 1990 |
| 1995 | Just Another Fix                                | Erstveröffentlichung: 1. Januar 1995    |
| 2002 | Sphinctour                                      | Erstveröffentlichung: 19. März 2002     |
| 2009 | Adios... Puta Madres                            | Erstveröffentlichung: 31. März 2009     |
| 2013 | Enjoy the Quiet — Live at Wacken 2012           | Erstveröffentlichung: 27. August 2013   |
| 2014 | Last Tangle in Paris / Live 2012 Defibrila Tour | Erstveröffentlichung: 8. Juli 2014      |
| 2017 | Live Necronomicon                               | Erstveröffentlichung: 7. Juli 2017      |
| 2019 | Live Chicago/Detroit 1982                       | Erstveröffentlichung: 5. August 2019    |

### Remixalben
| Jahr | Titel               | Anmerkungen                              |
| ---- | ------------------- | ---------------------------------------- |
| 2005 | Rantology           | Erstveröffentlichung: 27. September 2005 |
| 2007 | Rio Grande Dub      | Erstveröffentlichung: 10. Juli 2007      |
| 2009 | The Last Dubber     | Erstveröffentlichung: 15. September 2009 |
| 2010 | MiXXXes of the Molé | Erstveröffentlichung: 17. August 2010    |

### Singles
| Jahr | Titel Album         | Höchstplatzierung, Gesamtwochen, AuszeichnungChartplatzierungen (Jahr, Titel, Album, Platzierungen, Wochen, Auszeichnungen, Anmerkungen) | Höchstplatzierung, Gesamtwochen, AuszeichnungChartplatzierungen (Jahr, Titel, Album, Platzierungen, Wochen, Auszeichnungen, Anmerkungen) | Höchstplatzierung, Gesamtwochen, AuszeichnungChartplatzierungen (Jahr, Titel, Album, Platzierungen, Wochen, Auszeichnungen, Anmerkungen) | Höchstplatzierung, Gesamtwochen, AuszeichnungChartplatzierungen (Jahr, Titel, Album, Platzierungen, Wochen, Auszeichnungen, Anmerkungen) | Höchstplatzierung, Gesamtwochen, AuszeichnungChartplatzierungen (Jahr, Titel, Album, Platzierungen, Wochen, Auszeichnungen, Anmerkungen) | Anmerkungen                                          |
| Jahr | Titel Album         | DE | AT | CH | UK | US | Anmerkungen                                          |
| ---- | ------------------- | --- | --- | --- | --- | --- | ---------------------------------------------------- |
| 1992 | N.W.O. Psalm 69     | — | — | — | UK49 (1 Wo.)UK | — | Erstveröffentlichung: Juli 1992                      |
| 1995 | The Fall Filth Pig  | — | — | — | UK53 (2 Wo.)UK | — | Erstveröffentlichung: Dezember 1995                  |
| 2019 | Ich weiß es nicht – | DE82 (1 Wo.)DE | — | — | — | — | Erstveröffentlichung: 18. Oktober 2019 mit Lindemann |

## Erfolge und Auszeichnungen
- Grammy-Nominierungen:
  - 1993 Best Metal Performance für N.W.O.
  - 2000 Best Metal Performance für Bad Blood
  - 2006 Best Metal Performance für The Great Satan
  - 2007 Best Metal Performance für Lies, Lies, Lies
  - 2009 Best Metal Performance für Under My Thumb
  - 2010 Best Metal Performance für Señor Peligro